# Никитина, Галина Аркадьевна
Галина Аркадьевна Никитина (1951—2017) — советский и российский учёный-этнограф. Доктор исторических наук (1999), профессор (2002). Заслуженный деятель науки Удмуртской Республики (1999). Лауреат Всеудмуртской национальной премии имени Кузебая Герда (2011).

## Биография
Галина Аркадьевна Никитина родилась 27 октября 1957 года в деревне Лонки-Ворцы Игринского района Удмуртии в семье служащих. В 1971 году с отличием окончила Можгинское педагогическое училище, в 1976 году — исторический факультет Удмуртского государственного университета. Год преподавала историю в средней школе села Чутырь Игринского района; летом 1977 года переехала в Ижевск, где работала научным сотрудником в отделе дореволюционной истории Республиканского краеведческого музея (ныне — Национальный музей Удмуртской Республики им. Кузебая Герда).
В 1981 году поступила в аспирантуру при кафедре этнографии исторического факультета Московского государственного университета, где под руководством профессора Клавдии Ивановны Козловой занималась исследованием социальной организации удмуртов второй половины XIX века. В начале 1985 года защитила диссертацию на соискание учёной степени кандидата исторических наук на тему «Соседская община удмуртов в пореформенный период (1861—1900 гг.)».
С января 1985 года Никитина — старший, а позднее ведущий научный сотрудник отдела этнологии и социологии Удмуртского научно-исследовательского института (ныне — Удмуртский институт истории, языка и литературы УрО РАН). В 1999 году на историческом факультете МГУ защитила докторскую диссертацию на тему «Удмуртская сельская община в советский период (1917—начало 30-х гг.)», после чего с 2000 по 2011 годы занимала должность заместителя директора по научной работе УИИЯиЛ УрО РАН.
Скончалась 29 мая 2017 года.

## Общественная деятельность
Помимо своей основной деятельности, Галина Никитина вела также и большую общественную работу. Она избиралась депутатом Ижевского горсовета (1990—1993), являлась членом обкома профсоюза работников народного образования и науки (1990—1993). Возглавляла Республиканский Совет женщин-удмурток «Удмурт нылкышно кенеш» (1998—2005), являлась членом исполкома Всеудмуртской ассоциации «Удмурт кенеш» (1998—2007).